# Campanula barbata
La campanula barbata (nome scientifico Campanula barbata L., 1759) è una pianta erbacea dai fiori blu chiaro a forma di campanella appartenente alla famiglia delle Campanulaceae.

## Etimologia
Il nome generico (campanula) deriva dalla forma a campana del fiore; in particolare il vocabolo deriva dal latino e significa: piccola campana.

Dalle documentazioni risulta che il primo ad usare il nome botanico di “Campanula” sia stato il naturalista belga Rembert Dodoens, vissuto fra il 1517 e il 1585. Tale nome comunque era in uso già da tempo, anche se modificato, in molte lingue europee. Infatti nel francese arcaico queste piante venivano chiamate “Campanelles” (oggi si dicono “Campanules” o “Clochettes”), mentre in tedesco vengono dette “Glockenblumen” e in inglese “Bell-flower” o “Blue-bell”. In italiano vengono chiamare “Campanelle”. Tutte forme queste che derivano ovviamente dalla lingua latina. L'epiteto specifico (barbata) si riferisce alle fitte barbe presenti alle fauci della corolla.

Il binomio scientifico della pianta di questa voce è stato proposto da Carl von Linné (1707 – 1778) biologo e scrittore svedese, considerato il padre della moderna classificazione scientifica degli organismi viventi, nella pubblicazione "Systema Naturae. Editio decima, reformata. - 2: 926. 1759" del 1759.

## Descrizione

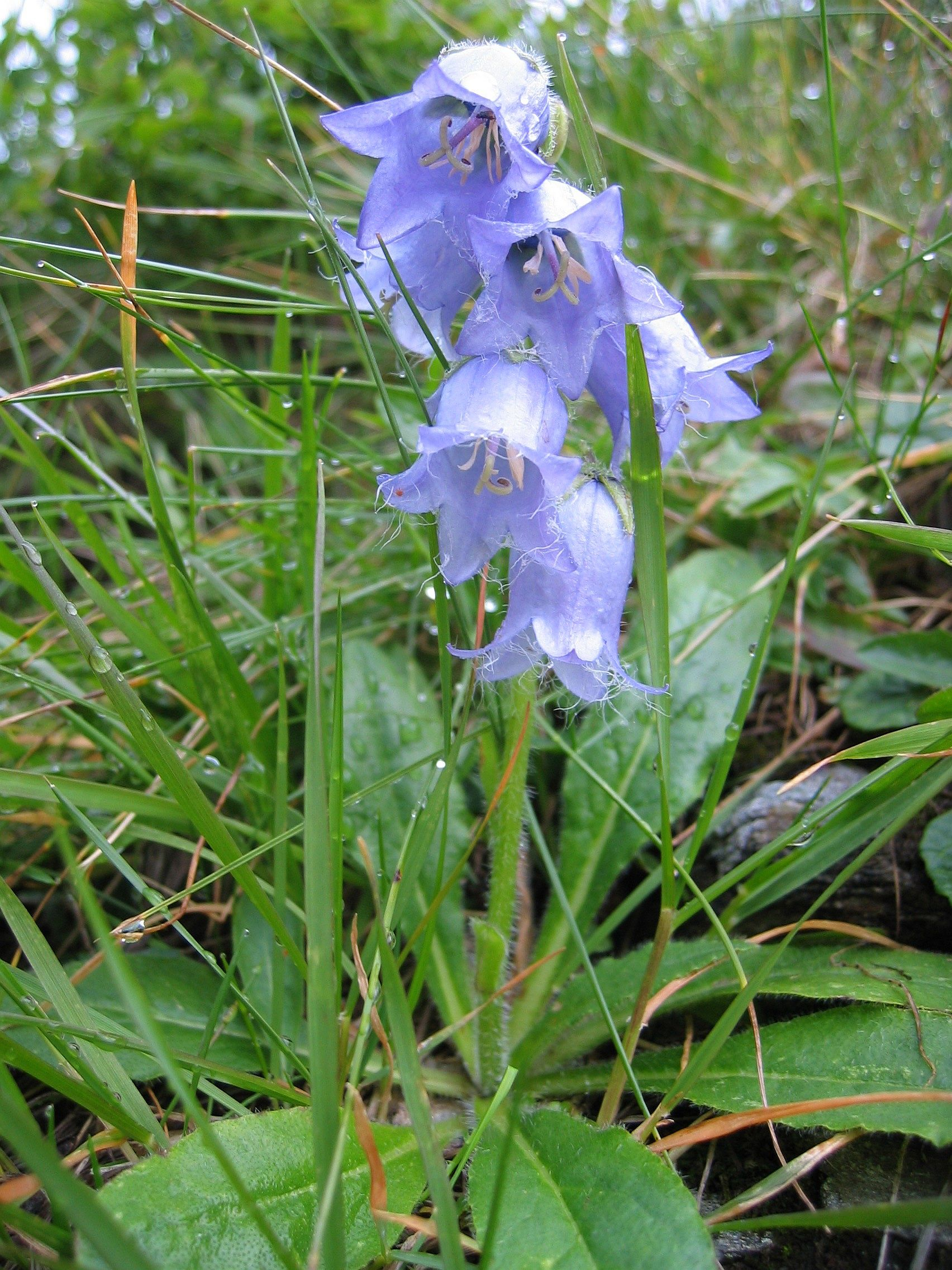
Il portamento

Queste piante possono arrivare fino a 1 - 4 dm di altezza. La forma biologica è emicriptofita scaposa (H scap), ossia in generale sono piante erbacee, a ciclo biologico perenne, con gemme svernanti al livello del suolo e protette dalla lettiera o dalla neve e sono dotate di un asse fiorale eretto e spesso privo di foglie. In alcuni casi il ciclo biologico può essere bienne. Contengono lattice lattescente e accumulano inulina.

### Radici
Le radici sono secondarie da rizoma.

### Fusto
La parte aerea del fusto è eretta e semplice o con pochi rami eretti (da 1 a 4). La sezione è angolosa e la superficie è ricoperta da peli patenti.

### Foglie
Le foglie si dividono in basali e cauline e sono disposte in modo spiralato e senza stipole. Le foglie basali hanno delle forme lanceolato-spatotale con apici acuti; i bordi sono interi o crenati; la superficie è pelosa e la consistenza e di tipo molle. Le foglie cauline sono progressivamente ridotte fino a raggiungere una lamina di tipo lesiniforme. Dimensioni delle foglie inferiori: larghezza 1 – 3 cm; lunghezza 5 – 10 cm.

### Infiorescenza/Fiori

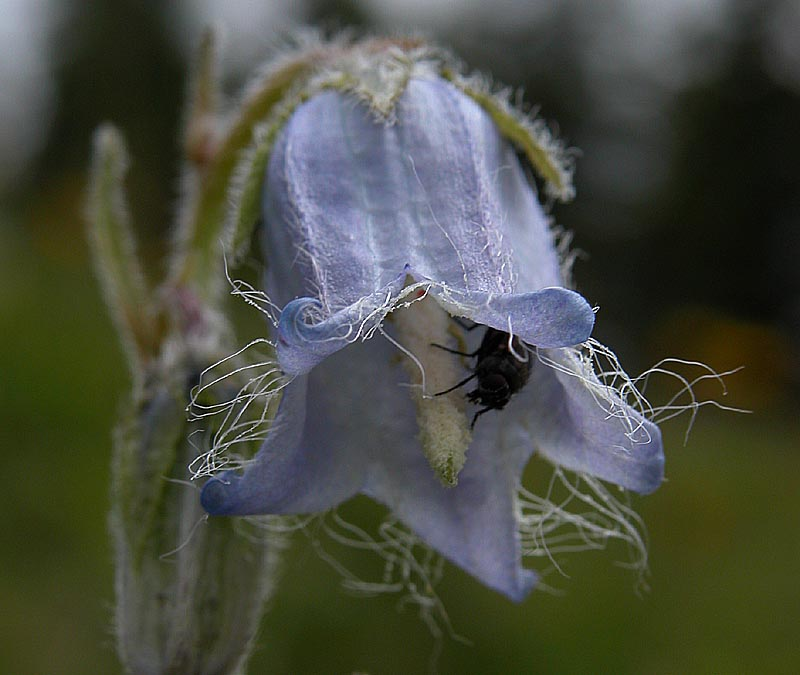
Il fiore

Le infiorescenze sono formate da racemi terminali, unilaterali di pochi fiori (1 - 5). Non sono presenti brattee. I peduncoli sono incurvati verso il basso (penduli). I fiori sono tetra-ciclici, ossia sono presenti 4 verticilli: calice – corolla – androceo – gineceo (in questo caso il perianzio è ben distinto tra calice e corolla) e pentameri (ogni verticillo ha 5 elementi). I fiori sono gamopetali, ermafroditi e attinomorfi.
- Formula fiorale: per questa pianta viene indicata la seguente formula fiorale:

K (5), C (5), A (5), G (2-5), infero, capsula
- Calice: il calice è formato da 5 denti (sepali) acuti più o meno concresciuti. Tra un dente e l'altro del calice è inserita una breve appendice riflessa. Il calice è più breve della corolla, ma più lungo dell'ovario.
- Corolla: la corolla campanulata è formata da 5 petali più o meno concresciuti in un tubo; i denti della corolla, appena carenati, sono acuti e riflessi verso l'esterno. Il colore è azzurro-violetto-pallido. I petali sono privi di ali marginali. La corolla è vistosamente barbata sul margine. Lunghezza della corolla: 20 – 30 mm.
- Androceo: gli stami sono 5 con antere, libere (ossia saldate solamente alla base) e filamenti sottili ma membranosi alla base. Il polline è 3-porato e spinuloso.

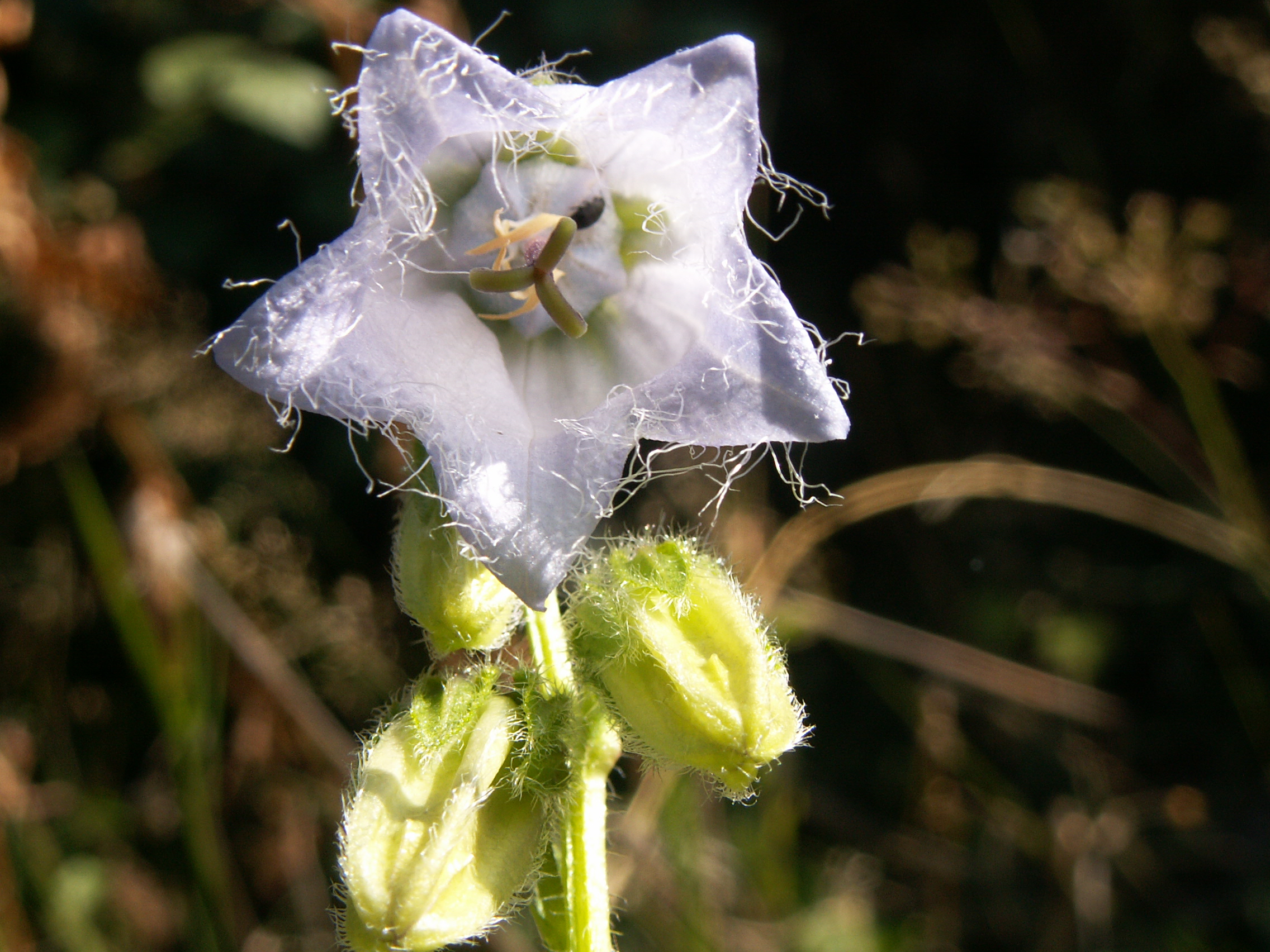
I tre stigmi

- Gineceo: lo stilo è unico con 3 stigmi. L'ovario è infero, 3-loculare con placentazione assile (centrale), formato da 3 carpelli (ovario sincarpico). Lo stilo possiede dei peli per raccogliere il polline. L'ovario è privo del disco nettarifero.
- Fioritura: da (giugno) luglio a agosto.

### Frutti
I frutti sono delle capsule "pisiformi" (forma e dimensioni simili ad un seme di pisello) poricide 3-loculare, ossia deiscenti mediante pori laterali aprentesi inferiormente ai denti calicini; i semi sono molto minuti. La capsula dopo l'antesi si presenta avvolta dai resti della corolla.

## Riproduzione
- Impollinazione: l'impollinazione avviene tramite insetti (impollinazione entomogama). In queste piante è presente un particolare meccanismo a "pistone": le antere formano un tubo nel quale viene rilasciato il polline raccolto successivamente dai peli dallo stilo che nel frattempo si accresce e porta il polline verso l'esterno.[8]
- Riproduzione: la fecondazione avviene fondamentalmente tramite l'impollinazione dei fiori (vedi sopra).
- Dispersione: i semi cadendo a terra (dopo essere stati trasportati per alcuni metri dal vento, essendo molto minuti e leggeri – disseminazione anemocora) sono successivamente dispersi soprattutto da insetti tipo formiche (disseminazione mirmecoria).

## Distribuzione e habitat

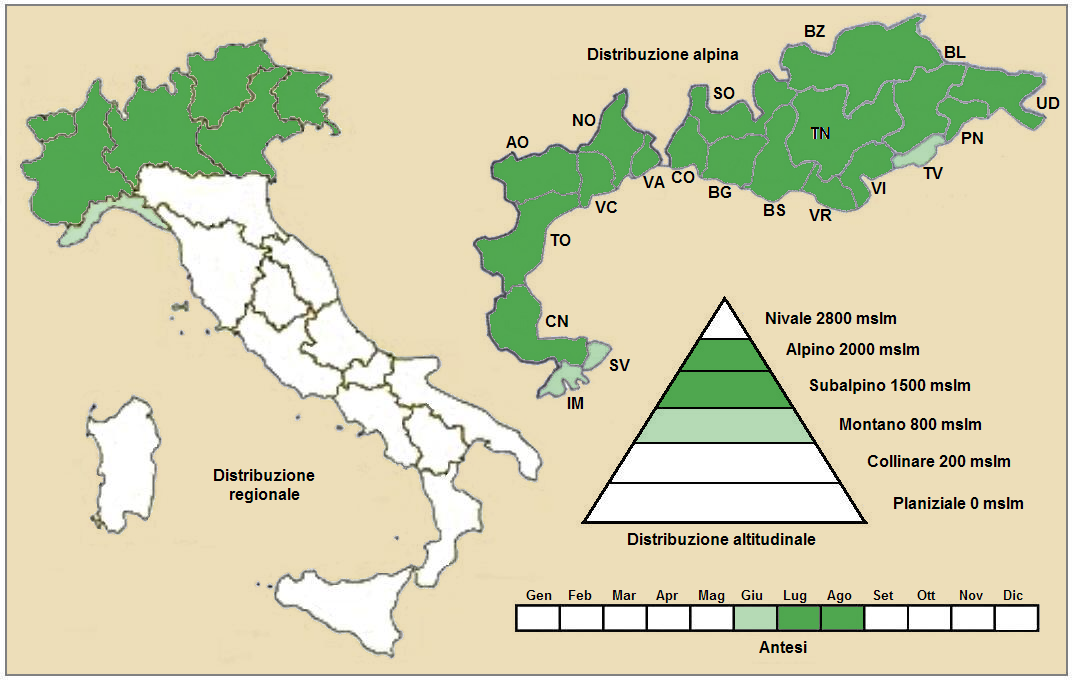
Distribuzione della pianta
(Distribuzione regionale – Distribuzione alpina)

- Geoelemento: il tipo corologico (area di origine) è Alpico, o anche Euro - Orofita.
- Distribuzione: in Italia questa specie è presente solamente nelle Alpi. Fuori dall'Italia è presente in tutte le zone alpine e in due areali disgiunti: Sudeti e Norvegia meridionale.[6]
- Habitat: l'habitat tipico per queste piante sono i pascoli alpini e subalpini su terreno acido; ma anche le praterie rocciose, lande e popolamenti a Lavandula e boschi tipo peccete, lariceti e abetine. Il substrato preferito è sia calcareo che siliceo con pH acido, bassi valori nutrizionali del terreno che deve essere mediamente umido.[11]
- Distribuzione altitudinale: sui rilievi queste piante si possono trovare da 1200 fino a 2600 m s.l.m. (massimo 2800 m s.l.m.); frequentano quindi i seguenti piani vegetazionali: subalpino e alpino (e in parte quello montano).

### Fitosociologia
Dal punto di vista fitosociologico Campanula barbata appartiene alla seguente comunità vegetale:
Formazione: delle comunità delle praterie rase dei piani subalpino e alpino con dominanza di emicriptofite.
Classe: Juncetea trifidi
Ordine: Caricetalia curvulae
Alleanza: Nardion strictae

## Tassonomia
La famiglia di appartenenza della Campanula barbata (Campanulaceae) è relativamente numerosa con 89 generi per oltre 2000 specie (sul territorio italiano si contano una dozzina di generi per un totale di circa 100 specie); comprende erbacee ma anche arbusti, distribuiti in tutto il mondo, ma soprattutto nelle zone temperate. Il genere di questa voce appartiene alla sottofamiglia Campanuloideae (una delle cinque sottofamiglie nella quale è stata suddivisa la famiglia Campanulaceae) comprendente circa 50 generi (Campanula è uno di questi). Il genere Campanula a sua volta comprende 449 specie (circa 50 nella flora italiana) a distribuzione soprattutto circumboreale.

Il numero cromosomico di C. barbata è: 2n = 34.

### Variabilità
Sono state trovate (ma raramente) piante con fiori eretti. In passato sono state descritte come subsp./var. strictopeduncolata (Hausm.) Hirschm. (attualmente considerata un sinonimo della specie principale).

### Sinonimi
Questa entità ha avuto nel tempo diverse nomenclature. L'elenco seguente indica alcuni tra i sinonimi più frequenti:
- Campanula barbata var. firmiana (Vand.) Steud.
- Campanula barbata var. pusilla  Gaudin
- Campanula barbata f. pusilla  (Gaudin) Hayek & Hegi
- Campanula barbata var. strictopedunculata  Thomas ex Rchb.
- Campanula barbata var. uniflora  A.DC.
- Campanula firmiana Vand.
- Campanula macrorhiza var. pogonopetala  Vuk.
- Campanula strictopedunculata  (Thomas ex Rchb.) Landolt
- Marianthemum barbatum  (L.) Schur
- Medium barbatum  (L.) Spach
- Sykoraea barbata  (L.) Opiz

### Specie simili
Specie simili con habitat e areali abbastanza comuni  (le zone alpine) sono:
- Campanula alpestris All-: si differenzia per le corolle più grandi e l'infiorescenza formata da fiori unici.
- Campanula alpina Jacq.: si differenzia per l'infiorescenza a fiori più eretti e una altezza minore, per le appendici del calice più brevi e la corolla priva di peluria alle fauci; il colore della corolla è più intenso.

## Altre notizie
La campanula barbata in altre lingue è chiamata nei seguenti modi:
- (DE)  Bärtige Glockenblume
- (FR)  Campanule barbue
- (EN)  Bearded Bellflower